# Xã Sylvan, Quận Cass, Minnesota
Xã Sylvan (tiếng Anh: Sylvan Township) là một xã thuộc quận Cass, tiểu bang Minnesota, Hoa Kỳ. Năm 2010, dân số của xã này là 2.702 người.